# Бондаренко Олександр Григорович
Олександр Григорович Бондаре́нко (нар. 10 грудня 1949, Жданов) — український художник; член Спілки радянських художників України з 1988 року. Один із засновників об'єднання художників-авангардистів «Маріуполь-87».

## Життєпис
Народивс 10 грудня 1949 року у місті Жданові (нині Маріуполь, Донецька область, Україна). 1969 року закінчив Ростовське художнє училище, де навчався зокрема у зокрема Павла Чорних, Олексія Резвана, Володимира Резніченка.
Упродовж 1969—1987 років працював художником Донецького художньо-виробничого комбінату, з 1988 року на творчій роботі. Жив у Маріуполі, в будинку на проспекті Луніна, № 13 в, квартира 69.

## Творчість
Виконує сюжетні композиції, пейзажі та натюрморти. Серед робіт:
- «Околиця» (1973);
- «Сіножать» (1987);
- «Материнство» (1989);
- «Купальниці» (1989);
- серії «Сублемація трикутника» (2002).

Учасник республіканських з 1973 року, всесоюзних з 1987 року та зарубіжних виставок. Закрема за кордоном виставлявся у Парижі у 1994 році; Ґьоттінґені у 1997 році. Персональні виставки робіт відбулися у Маріуполі у 1980 році та в стилі супрематизму «Абстрактна геометрія»  в Центрі сучасного мистецтва і культури імені Куїнджі в листопаді 2019 року.
Представник маріупольського об'єднання художників «ХарБарБонд» (Володимир Харакоз, Сергій Баранник та Олександр Бондаренко). У лютому — березні 2015 року в Маріуполі відбулася їх спілна виставка абстрактного живопису. Художники також ініціювали проведення першої в історії НСХУ Всеукраїнської виставки абстрактного живопису в Києві (2015).
Твори митця зберігаються в фондах Маріупольського краєзнавчого музею. в музеях та приватних колекціях України, США, Ізраїля, Болгарії, Італії, Німеччини, Франції, Греції.